# N4 (Zuid-Afrika)
De N4 is een nationale weg in Zuid-Afrika. De weg loopt van de grenspost Skilpadshek met Botswana in Lobatse via Gauteng tot de grenspost Komatipoort / Ressano Garcia met Mozambique. De weg loopt in Botswana verder als de A1 en A2 en in Mozambique als de EN4.